# Хиждієнь (Глоденський район)
Хиждієнь (рум. Hîjdieni) — село у Глоденському районі Молдови. Утворює окрему комуну.

## Населення
За даними перепису населення 2004 року у селі проживали 3765 осіб.
Національний склад населення села:
| Національність       | Кількість осіб | Відсоток   |
| -------------------- | -------------- | ---------- |
| молдавани румуни     | 3650 48        | 96,9% 1,3% |
| українці             | 30             | 0,8%       |
| цигани               | 20             | 0,5%       |
| росіяни              | 9              | 0,2%       |
| болгари              | 2              | 0,1%       |
| гагаузи              | 1              | < 0,1%     |
| євреї                | 1              | < 0,1%     |
| поляки               | 1              | < 0,1%     |
| інша / без відповіді | 3              | 0,1%       |
| Всього               | 3765           | 100%       |